# Denain
Denain é uma comuna francesa na região administrativa de Altos da França, no departamento do Norte. Estende-se por uma área de 11.52 km². Em 2010 a comuna tinha 20 055 habitantes (densidade: 1 740,9 hab./km²).